# Neopseustídeos
Neopseustídeos (Neopseustidae) é uma família de insectos da ordem Lepidoptera.

## Géneros
Estão descritos 5 géneros:
- Apoplania
- Archepiolus
- Nematocentropus
- Neopseustis
- Synempora